# Diego Torres (álbum)
Diego Torres es el nombre del álbum debut homónimo de estudio grabado por el cantautor argentino Diego Torres. Fue lanzado al mercado bajo el sello discográfico Sony Music el 8 de junio de 1992. El álbum ha vendido 250,000 copias en toda Latinoamérica y España.[cita requerida]

## Lista de canciones
| N.º   | Título                     | Escritor(es)                   | Duración |  |
| 1.    | «Chalamán»                 | Daniel Melingo                 | 4:10     |  |
| 2.    | «Estamos juntos»           | Diego Torres                   | 3:42     |  |
| 3.    | «Puedo decir que sí»       | Diego Torres                   | 4:19     |  |
| 4.    | «Esperándote»              | Diego Torres                   | 3:37     |  |
| 5.    | «Sintonía americana»       | Miguel Abuelo y Cachorro López | 3:55     |  |
| 6.    | «No tengas miedo»          | Diego Torres                   | 4:33     |  |
| 7.    | «Es lo que siento»         | Diego Torres                   | 3:36     |  |
| 8.    | «Alguien la vio partir»    | Diego Torres                   | 4:40     |  |
| 9.    | «Yo te vi (Just one look)» | Diego Torres                   | 3:15     |  |
| 10.   | «Fiesta de vagabundos»     | Diego Torres                   | 3:39     |  |
| 39:26 |                            |                                |          |  |